# Chappell (cráter)

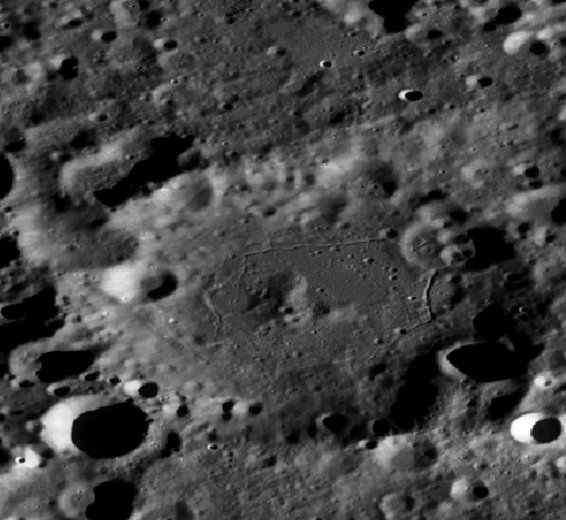
Fotografía de la misión
Lunar Reconnaissance Orbiter

Chappell es un cráter de impacto que se encuentra en la cara oculta de la Luna, en el hemisferio norte, al norte del cráter Debye. Este elemento se encuentra en una sección fuertemente bombardeada de la superficie, y gran parte del borde exterior del cráter está cubierta por numerosos cráteres más pequeños. El lado norte, en particular, ha sido casi completamente desintegrado, mientras que los pequeños cráteres también recubren el borde en el noroeste y el sureste. Lo que queda del borde forma un resalto redondeado, algo irregular, rodeando la depresión del cráter.
|  |

En contraste, el piso interior no está particularmente marcado por impactos a excepción de algunos pequeños cráteres. La superficie interior es más llana y sin rasgos significativos en comparación con el terreno accidentado que rodea al cráter. Cerca del punto medio de la planta aparece una redondeada  y mínima cresta central.

## Cráteres satélite
Por convención estos elementos son identificados en los mapas lunares poniendo la letra en el lado del punto medio del cráter que está más cerca de Chappell.
|          | \| Chappell \| Coordenadas \| Diámetro \| \| -------- \| ------------------------------- \| -------- \| \| E \| 55°48′N 171°30′O / 55.8, -171.5 \| 59 km \| \| T \| 54°48′N 178°54′E / 54.8, 178.9 \| 28 km \| |          |
| Chappell | Coordenadas | Diámetro |
| E        | 55°48′N 171°30′O / 55.8, -171.5 | 59 km    |
| T        | 54°48′N 178°54′E / 54.8, 178.9 | 28 km    |